# Біциклол
Біциклол (лат. bicyclol) — лікарський препарат з гепатопротекторною та противірусною дією, що застосовується як варіант нестандартної терапії хронічних гепатитів різної етіології.
Хімічна назва: віз.4,4’-диметокси-5,6,5’,6’- біс (метилен-діокси) — 2 -гідроксиметил — 2’ — метоксикарбонілбіфеніл;
| Виробник                         | «Beijing Union Pharmaceutical Factory», Китай                                     |
| ATX-код                          | A05BA                                                                             |
| Наказ МОЗ України                | 758 від 16.11.2006, 843 від 18.11.2009                                            |
| Номер реєстраційного посвідчення | UA/1736/01/01                                                                     |
| Медична форма                    | Двоопуклі круглі таблетки білого кольору                                          |
| Форма випуску                    | Таблетки по 25 мг № 18 (9х2)                                                      |
| Діючі речовини                   | 1 таблетка містить біциклолу — 25.0 мг                                            |
| Допоміжні речовини               | Крохмаль, цукор, карбоксиметилкрохмаль, магнію стеарат, клейстер крохмальний 10 % |
| Термін придатності               | 3 роки                                                                            |

## Фармакотерапевтична група
Засоби, що використовуються при захворюваннях печінки;
Ліпотропні речовини
Код ATC A05B.

## Фармакологічні властивості

### Фармакодинаміка
Хімічна структура Біциклолу подібна біфендату. Фармакодинамічними дослідженнями доведено, що Біциклол здатний:
- знижувати підвищений рівень трансаміназ при гепатитах, ураженні печінки хлороформом, D-галактоза міном та ацетамінофеном
- відновлювати порушення структури печінкової тканини різного ступеня тяжкості. У результаті експериментальних досліджень in vitro на колонії клітин 2.2.1.5, а також у клінічних дослідженнях встановлено, що Біциклол здатний зупиняти секрецію HbeAg, HbsAG, ДНК вірусу гепатиту B та РНК вірусу гепатиту С.

Біциклол:
- пригнічує продукцію фактора некрозу пухлини (ФНП) активними нейтрофілами, купферовими клітинами та макрофагами,
- виводить із клітин вільні радикали.

Таким чином, Біциклол пригнічує окислювальне напруження, викликане порушенням функції печінкової мітохондрії, що попереджує некроз та апоптоз у гепатоцитах.
Біциклол також затримує апоптоз гепатоцитів, стимульований фактором некрозу пухлини та цито токсичними Т-клітинами (ЦТЛ). В свою чергу, це приводить до відновлення пошкоджень ядра та ДНК гепатоцитів.
Біциклол також має значний стримуючий ефект на експресію HbsAg та HbeAg та помітно знижує вміст HBV-DNA та HCV-RNA.

### Фармакокінетика
t(1/2)kα становить 0,84 годин, t(1/2)ke становить 6,26 годин, tpeak становить 1,8 годин та Сmax становить 50 нг/мл. Сmax та AUC перебувають у прямій залежності від прийнятої дози препарату, але інші фармакокінетичні параметри, такі як T(1/2)kα, t(1/2)ke,Vd/F, CL/F та tpeak, змінюються не істотно, залежно від дози та відповідають особливостям лінійної фармакокінетики.
Препарат не накопичується в організмі людини після багаторазового прийому в звичайних дозуваннях. Сmax може зростати у випадку прийому препарату після їди.
Метаболізація Біциклолу відбувається в печінці за участю цитохрому Р-450, з утворенням основних метаболітів 4'OH-Bicyclol та 4OH-Bicyclol.
Препарат спостерігається в крові людини в незмінному вигляді через 15 хвилин після перорального прийому. Максимальна концентрація Біциклолу спостерігається в печінці через 4 години після приймання препарату. Ступінь зв'язку з білками плазми крові досягає 78 %. Менш ніж 30 % Біциклолу виводиться з організму шлунково-кишковим трактом з фекаліями протягом 24 годин. Близько 1,3 % препарату виводиться з сечею та 0,03 % — з жовчю.

## Застосування

### Показання для застосування
Лікування хронічних гепатитів різної етіології (вірусний, токсичний, алкогольний).

### Спосіб застосування та дози
Біциклол приймається перорально, дорослим та дітям віком старше 12 років по 25 мг (1 таблетка) 3 рази на добу або, у випадку необхідності, по 50 мг (2 таблетки) 3 рази на добу.
Доза може бути збільшена до 50 мг 3 рази на добу у випадках:
- лікування хронічного гепатиту С;
- при неконтрольованому підвищенні рівня трансаміназ або відсутності істотного впливу на рівень АЛТ та АСТ протягом одного чи двох місяців прийому Біциклолу в дозі 25 мг тричі на добу;
- при цирозі печінки, жировій дистрофії печінки, алкогольному гепатиті;
- при одночасному прийманні нуклеозидних препаратів, таких як ламівудин.

Препарат Біциклол бажано приймати через 2 години після їжі.
Мінімальний період лікування 6 місяців або згідно із призначенням лікаря. Курс лікування при необхідності може бути повторений через місяць згідно з рекомендаціями лікаря.

### Побічна дія
Біциклол добре переноситься пацієнтами. У поодиноких випадках можуть спостерігатися висипання на шкірі, запаморочення.

### Протипоказання
Алергічні реакції на Біциклол або інші компоненти препарату, гострі гепатити, вагітність, годування груддю, діти молодше 12 років.

### Передозування
Згідно з проведеними клінічними спостереженнями при прийманні Біциклолу в дозі 150 мг три рази на добу ніяких побічних ефектів не спостерігалося. Окрім того, перевищення звичайного дозування для людини у 400 разів не викликало токсичної реакції.

### Особливості застосування
Симптоми, клінічні ознаки та зміни функції печінки повинні постійно контролюватися під час лікування.
Біциклол слід з обережністю призначати пацієнтам з декомпенсацією печінкової функції, такими як гіпоальбумінемія, цироз печінки, варикозне розширення вен стравоходу, печінкова енцефалопатія, тяжкі форми гепатиту, ниркова недостатність. Слід обережно призначати при аутоімунному гепатиті.
З обережністю застосовувати під час роботи з транспортним засобами і механізмами.

### Взаємодія з іншими лікарськими засобами
При одночасному прийманні з нуклеозидними препаратами, такими як ламівудин, можливе зниження ефективності Біциклолу.

## Умови та термін зберігання
Зберігати у недоступному для дітей, сухому місці при температурі від 8 до 25 0 С.
Термін придатності — 2 роки.